# Rinorea melanodonta
Rinorea melanodonta là một loài thực vật có hoa trong họ Hoa tím. Loài này được S.F.Blake miêu tả khoa học đầu tiên năm 1924.